# Shoot!
Shoot! (シュート! Shūto?) es una serie de manga japonesa escrita e ilustrada por Tsukasa Ōshima. Fue publicado en la revista Weekly Shōnen de Kodansha entre 1990 y 2003. La historia gira en torno a un niño llamado Toshihiko Tanaka, que acaba de comenzar en la escuela secundaria Kakegawa para jugar fútbol de asociación con su ídolo, Yoshiharu Kubo. Los amigos de Toshi no están interesados en volver a jugar al fútbol este año hasta que él los convence de unirse al equipo. Pronto, el equipo ingresa al Campeonato de Escuelas Secundarias de Japón.
Toei Animation adaptó la serie en forma de serie de animación de 58 episodios con el título Aoki Densetsu Shoot! (蒼き伝説　シュート!, lit. "Blue Legend Shoot!"), la cual fue emitida en Japón entre el 7 de noviembre de 1993 y el 25 de diciembre de 1994 por Fuji Television. Asimismo, esta serie fue doblada al español y emitida por Telecinco en España. Una nueva serie de televisión producida por EMT Squared y Magic Bus y titulada Shoot! Goal to the Future (シュート！Goal to the Future) se emitió del 2 de julio al 24 de septiembre de 2022 en AT-X, Tokyo MX, TV Shizuoka, ytv, BS NTV, BS Fuji. Noriyuki Nakamura dirigió la serie, con Junichi Kitamura como asistente de dirección, Mitsutaka Hirota escribiendo los guiones y Yukiko Akiyama diseñando los personajes. Crunchyroll obtuvo la licencia fuera de Asia.

## Sinopsis
Toshihiko "Toshi" Tanaka se unió al mismo club de fútbol en el que juega su ídolo, Yoshiharu Kubo, en la escuela secundaria Kakegawa. Cuando Toshi jugaba en la secundaria con dos de sus amigos, Kenji Shiraishi y Kazuhiro Hiramatsu, eran conocidos como el trío dorado de Kakenishi. Ahora en la escuela secundaria, sus amigos ya no quieren o no pueden jugar al fútbol. Hiramatsu se ve obligado a estudiar por su padre para convertirse en un adulto respetable. Sin embargo, a Hiramatsu le encanta el fútbol y quiere jugar, por lo que se enfrenta a su padre y le dice que quiere jugar al fútbol con sus amigos y que nunca entendería su amor por el fútbol. Resulta que su padre jugaba al fútbol durante su juventud y, recordando lo mucho que le gustaba, decide dejar que Hiramatsu juegue al fútbol, pero con la condición de que también mantenga sus calificaciones altas. Shiraishi, por otro lado, dejó el fútbol porque perdió los estribos y se metió en una pelea que terminó descalificando a su equipo. Al final, se une al club de fútbol de la escuela secundaria Kakegawa porque le encanta el fútbol y jugar en el trío dorado.
La tragedia golpeó al club de fútbol Kake-High cuando perdió a su capitán y delantero estrella Yoshiharu Kubo. Durante el partido de semifinales contra Kakekita, estaban abajo 1-2 con menos de diez minutos para el final. Kubo estaba en defensa ayudando a Kenji a defender la portería ante el Knuckle Shoot de Hirose, cuando decidió hacer un esfuerzo para empatar el partido. Kubo tomó el balón desde su propio lado del campo, pasó a todos los jugadores de Kakekita y marcó el gol del empate. Tras el gol, Kubo se derrumbó y murió tras el partido. Toshi anotó el último y gol de la victoria para Kake-High con el resultado final 2-3.
Posteriormente, el equipo no puede superar la muerte de Kubo y perder ante Fujita East antes de llegar a los Nacionales. Poco después, aparece Mahori, un estudiante brasileño-japonés. Decide unirse a su equipo después de hacer un poco de caos. Todo el equipo decide seguir el ejemplo de Kubo y jugar fútbol divertido, prometiendo llegar a los Nacionales en su nombre.

## Personajes

### Aoki Densetsu Shoot!
Toshihiko Tanaka (田仲俊彦 Tanaka Toshihiko?)
 Seiyū: Hikaru Midorikawa
Kazuhiro Hiramatsu (平松和広 Hiramatsu Kazuhiro?)
 Seiyū: Masami Kikuchi
Kenji Shiraishi (白石健二 Shiraishi Kenji?)
 Seiyū: Nobutoshi Canna
Kazumi Endo (遠藤一美 Endō Kazumi?)
 Seiyū: Noriko Hidaka
Atsushi Kamiya (神谷篤司 Kamiya Atsushi?)
 Seiyū: Toshiyuki Morikawa
Yoshiharu Kubo (久保嘉晴 Kubo Yoshiharu?)
 Seiyū: Toshio Furukawa
Keigo Mahori (馬堀圭吾 Mahori Keigo?)
 Seiyū: Tomokazu Seki
Yutaka Sasaki (佐々木豊 Sasaki Yutaka?)
 Seiyū: Isshin Chiba
Shinichi Nitta (新田伸一 Nitta Shinichi?)
 Seiyū: Yūsuke Numata
Shigeki Otsuka (大塚繁樹 Ōtsuka Shigeki?)
 Seiyū: Hisao Egawa
Tsuyoshi Akahori (赤堀強 Akahori Tsuyoshi?)
 Seiyū: Shinichiro Ohta

### Shoot! Goal to the Future
Hideto Tsuji (辻秀人 Tsuji Hideto?)
 Seiyū: Chiaki Kobayashi, Mike Haimoto (inglés)
Subaru Kurokawa (黒川昴流 Kurokawa Subaru?)
 Seiyū: Shun'ichi Toki, Kevin D. Thelwell (inglés)
Jō Kazama (風馬成 Kazama Jō?)
 Seiyū: Yūki Ono, Nazeeh Tarsha (inglés)
Kōhei Kokubo (小久保公平 Kokubo Kōhei?)
 Seiyū: Shimba Tsuchiya, Ry McKeand (inglés)
Atsushi Kamiya (神谷篤司 Kamiya Atsushi?)
 Seiyū: Yūichirō Umehara, Matthew David Rudd (inglés)
Yoshiharu Kubo (久保嘉晴 Kubo Yoshiharu?)
 Seiyū: Kohsuke Toriumi, Ricco Fajardo (inglés)
Ryū Sahara (佐原龍 Sahara Ryū?)
 Seiyū: Tomoaki Maeno, Cory Phillips (inglés)
Takumi Sonoda (園田拓海 Sonoda Takumi?)
 Seiyū: Junichi Saitō, Mark Allen Jr. (inglés)
Tsubasa Namioka (並岡翼 Namioka Tsubasa?)
 Seiyū: Kentarō Mashiro, Emi Lo (inglés)
Ryūji Amagai (雨谷隆二 Amagai Ryūji?)
 Seiyū: Ryōta Suzuki
Sōma Hayashi (林蒼真 Hayashi Sōma?)
 Seiyū: Ryūnosuke Matsumura
Hinata Tatsunami (立浪陽向 Tatsunami Hinata?)
 Seiyū: Daisuke Hirose
Kei Matsuhashi (松橋圭 Matsuhashi Kei?)
 Seiyū: Yugo Sato
Kazuki Yamaguchi (山口一希 Yamaguchi Kazuki?)
 Seiyū: Yūya Hozumi
Tōya Nakano (仲野桐也 Nakano Tōya?)
 Seiyū: Yūya Hirose

## Videojuegos
Se crearon dos videojuegos, ambos titulados Aoki Densetsu Shoot!, para Super Famicom y Game Boy. El juego Super Famicom fue desarrollado por Affect, publicado por KSS y lanzado el 16 de diciembre de 1994, mientras que el juego Game Boy fue publicado por Banpresto y lanzado el 7 de abril de 1995. Ambos juegos tienen modos de exhibición, modos de historia y una variedad de opciones Famicom Tsūshin puntuó el juego de Game Boy con un 18 de 40.